# Chapelles des Médicis

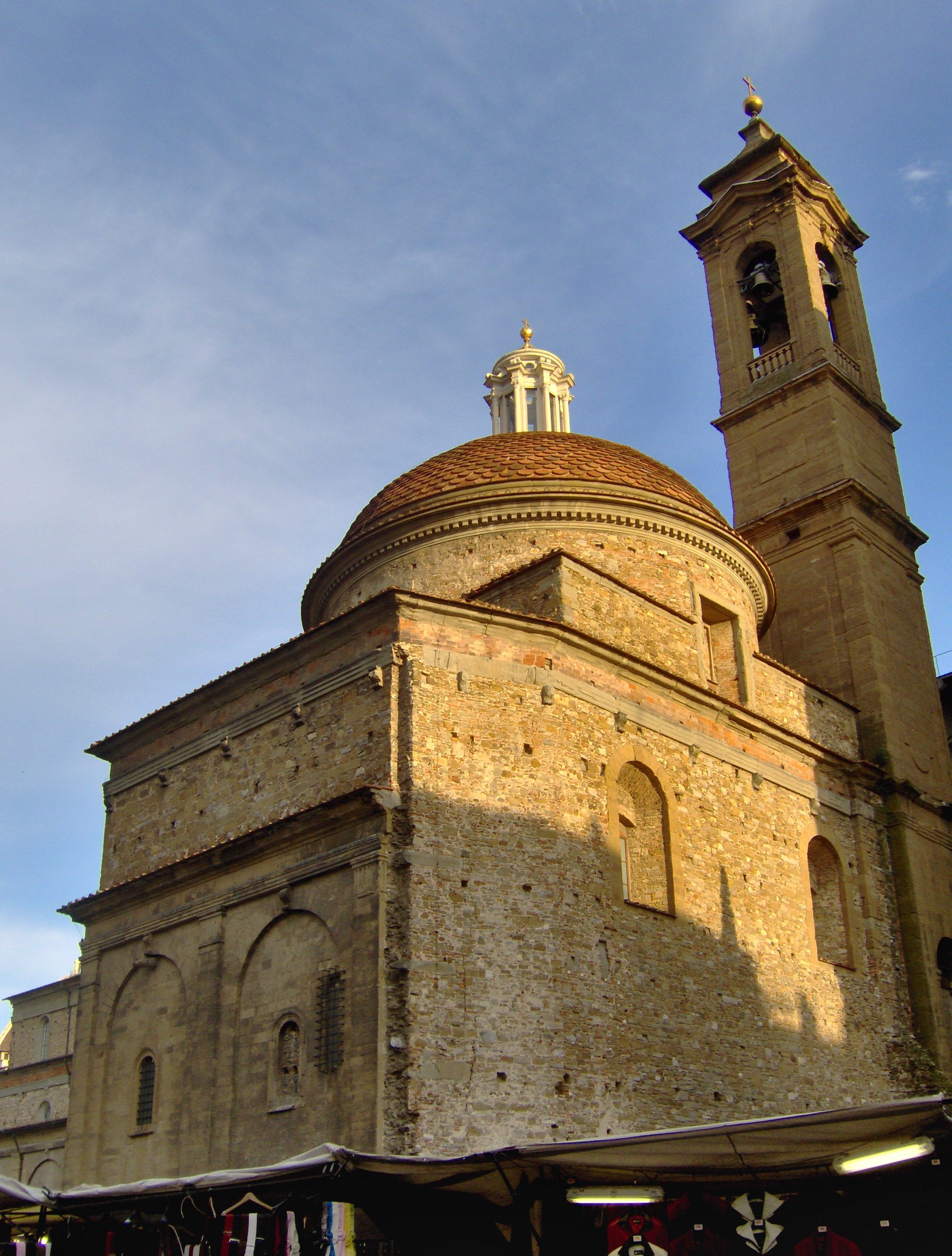
La Nouvelle Sacristie de San Lorenzo.

Les chapelles des Médicis sont les chapelles privées de la famille Médicis situées dans la Basilique San Lorenzo de Florence et accessibles par son arrière absidial sur la Piazza Madonna degli Aldobrandini.
Elles sont au nombre de trois  :
- La  Nouvelle Sacristie  (Sagrestia Nuova) datant de 1521, qui contient les  tombeaux des Médicis , sculptés par Michel-Ange, celui du duc d'Urbin, Laurent II de Médicis et celui de son oncle, le duc de Nemours Julien de Médicis, et leur sarcophage commun.
- La chapelle des Princes (Cappella dei Principi), au premier étage (commandée en 1568, commencée en 1605, finie en 1929) avec les six sarcophages surmontés des statues  des grands-ducs en bronze doré de Pietro Tacca et de son fils Ferdinando Tacca et ses «mosaïques florentines », marqueteries de marbre de l'Opificio delle pietre dure, atelier-manufacture créé pour ces réalisations en 1588.
- La chapelle du Trésor, derrière le chœur avec ses reliquaires et ses objets d'orfèvrerie.

Avec la crypte, elles composent un ensemble muséal important consacré aux Médicis ainsi qu'à Florence.